# La Muta
La Muta (pol. Niema, obraz znany również pod tytułem: Portret młodej kobiety) – obraz olejny namalowany przez Rafaela w latach 1507–1508. Znajduje się w zbiorach Galleria Nazionale delle Marche w Urbino.
Na obrazie dostrzegalne są wpływy malarstwa flamandzkiego i Leonarda da Vinci. Na portrecie została uwieczniona prawdopodobnie Giovanna Feltria della Rovere, dama dworu z Urbino. Jest ona ukazana en trois quarts. Jej twarz wyróżnia się idealnym owalem, dużą siłą wyrazu i surowymi rysami. Kobieta została przedstawiona w wyrazistych barwach, ona sama wyłania się z ciemnego tła. Aby przedstawić kobietę jako postać wyłaniającą się z mroku, Rafael zastosował sfumato i zatarł kontury.